# Oratostylum crenum
Oratostylum crenum là một loài ruồi trong họ Asilidae. Oratostylum crenum được Dikow & Londt miêu tả năm 2000. Loài này phân bố ở vùng nhiệt đới châu Phi.